# 레고 드림즈
《레고 드림즈》(Lego Dreamzzz)는 레고 테마로 꿈을 소재로 한 애니메이션 작품이다.

## 한국어판 목소리 출연
- 이새벽: 마테오, 수잔,  아스트리스
- 윤은서: 이지
- 강성우: 쿠퍼, 스니크
- 서반석: 로건, 스나벨
- 이지현: 조이
- 변영희: 오즈 박사
- 심승한: 악몽 대마왕
- 장민혁: 나이트 헌터
- 이명희: 네버위치

## 같이 보기
- 레고 히든 사이드
- 레고 키마의 전설
- 넥소 나이츠
- 레고 닌자고